# Trofeum Bruges Matins
Trofeum Bruges Matins (niderl. Brugse Metten; fr. Matines Brugeoises) – międzynarodowy towarzyski klubowy turniej piłkarski rozgrywany od 1976 w Belgii i organizowany przez Club Brugge. Do 1991 każda edycja turnieju składała się z dwóch meczów półfinałowych oraz meczu o 3 miejsce i finału, potem tylko z meczu finałowego.
Nazwa turnieju nawiązuje do nocnej masakry w Brugii w 1302, która jest nazywana Jutrznia w Brugii. Po raz pierwszy rozegrany w 1976 roku i początkowo uczestniczyło cztery zespoły, jednak od 1991, z wyjątkiem 1992, liczba drużyn została zmniejszona do dwóch – mecz pomiędzy gospodarzem Club Brugge i innym zaproszonym zespołem. Przeważnie są zaproszeni zespoły z zagranicy, ale czasami w turnieju brali udział również inne belgijskie zespoły oraz dwa razy zaproszono reprezentacje Senegalu w 1985 roku i Maroko w 1987.
Zwycięzcą turnieju wygrywa trofeum o nazwie Goedendag, która jest alternatywną nazwą średniowiecznej broni powszechnie znanej pod nazwą gwiazda poranna. W rezultacie, turniej niekiedy nazywany Trophy Goedendag.

## Finały
| Edycja | Rok  | Finał                                                                                | Finał                                                                                | Finał                                                                                | Trzecie miejsce                                                                      | Trzecie miejsce                                                                      | Trzecie miejsce                                                                      |
| Edycja | Rok  | Zwycięzca                                                                            | Wynik                                                                                | Finalista                                                                            | 3 miejsce                                                                            | Wynik                                                                                | 4 miejsce                                                                            |
| ------ | ---- | ------------------------------------------------------------------------------------ | ------------------------------------------------------------------------------------ | ------------------------------------------------------------------------------------ | ------------------------------------------------------------------------------------ | ------------------------------------------------------------------------------------ | ------------------------------------------------------------------------------------ |
| I      | 1976 | Hajduk Split                                                                         | 6:0                                                                                  | Rapid Wiedeń                                                                         | PSV Eindhoven                                                                        | 3:0                                                                                  | Club Brugge                                                                          |
| II     | 1977 | Queens Park Rangers                                                                  | 2:1                                                                                  | Derby County                                                                         | Club Brugge                                                                          | 2:2                                                                                  | AEK Ateny                                                                            |
| III    | 1978 | AZ Alkmaar                                                                           | 2:0                                                                                  | Ipswich Town                                                                         | Club Brugge                                                                          | 5:1                                                                                  | SSW Wacker                                                                           |
| IV     | 1979 | Club Brugge                                                                          | 3:2                                                                                  | Manchester City                                                                      | Ferencvárosi TC                                                                      | 2:1                                                                                  | Beerschot Antwerpia                                                                  |
| V      | 1980 | FK Sarajevo                                                                          | 4:3                                                                                  | Club Brugge                                                                          | Feyenoord Rotterdam                                                                  | 3:2                                                                                  | Slovan Bratysława                                                                    |
| VI     | 1981 | Club Brugge                                                                          | 3:1                                                                                  | Lierse SK                                                                            | Budapest Honvéd                                                                      | 1:0                                                                                  | Grazer AK                                                                            |
| VII    | 1982 | KSC Lokeren                                                                          | 3:3 (k. 4:2)                                                                         | Club Brugge                                                                          | Everton                                                                              | 2:1                                                                                  | Genoa CFC                                                                            |
| VIII   | 1983 | Pogoń Szczecin                                                                       | 2:0                                                                                  | Borussia Dortmund                                                                    | PSV Eindhoven                                                                        | 6:2                                                                                  | Club Brugge                                                                          |
| IX     | 1984 | Club Brugge                                                                          | 2:0                                                                                  | Újpesti Dózsa                                                                        | Cercle Brugge                                                                        | 1:0                                                                                  | FC Twente                                                                            |
| X      | 1985 | RSC Anderlecht                                                                       | 2:1                                                                                  | Club Brugge                                                                          | Senegal                                                                              | 4:3                                                                                  | Olympiakos SFP                                                                       |
| XI     | 1986 | Spartak Moskwa                                                                       | 2:1                                                                                  | Club Brugge                                                                          | Sporting CP                                                                          | 1:0                                                                                  | RCD Espanyol                                                                         |
| XII    | 1987 | Steaua Bukareszt                                                                     | 2:0                                                                                  | Maroko                                                                               | Grêmio Porto Alegre                                                                  | 2:1                                                                                  | Club Brugge                                                                          |
| XIII   | 1988 | RSC Anderlecht                                                                       | 3:1                                                                                  | Club Brugge                                                                          | Steaua Bukareszt                                                                     | 3:2                                                                                  | Athletic Bilbao                                                                      |
| XIV    | 1989 | Torpedo Moskwa                                                                       | 1:0                                                                                  | PSV Eindhoven                                                                        | Cercle Brugge                                                                        | 2:0                                                                                  | VfB Stuttgart                                                                        |
| XV     | 1990 | Club Brugge                                                                          | 3:1                                                                                  | RSC Anderlecht                                                                       | America Rio de Janeiro                                                               | 1:0                                                                                  | Budapest Honvéd                                                                      |
| XVI    | 1991 | Club Brugge                                                                          | 1:1                                                                                  | FC Barcelona                                                                         | –                                                                                    | –                                                                                    | –                                                                                    |
| XVII   | 1992 | Club Brugge                                                                          | 4:2                                                                                  | Bayer 04 Leverkusen                                                                  | Galatasaray SK                                                                       | 2:0                                                                                  | Wisła Kraków                                                                         |
| XVIII  | 1993 | Club Brugge                                                                          | 2:0                                                                                  | CR Flamengo                                                                          | –                                                                                    | –                                                                                    | –                                                                                    |
| XIX    | 1994 | AFC Ajax                                                                             | 3:3 (k. 5:4)                                                                         | Club Brugge                                                                          | –                                                                                    | –                                                                                    | –                                                                                    |
| XX     | 1995 | Club Brugge                                                                          | 4:0                                                                                  | Hajduk Split                                                                         | –                                                                                    | –                                                                                    | –                                                                                    |
| XXI    | 1996 | Club Brugge                                                                          | 2:0                                                                                  | Paris Saint-Germain                                                                  | –                                                                                    | –                                                                                    | –                                                                                    |
| XXII   | 1997 | AFC Ajax                                                                             | 4:1                                                                                  | Club Brugge                                                                          | –                                                                                    | –                                                                                    | –                                                                                    |
| XXIII  | 1998 | Club Brugge                                                                          | 2:1                                                                                  | Borussia Dortmund                                                                    | –                                                                                    | –                                                                                    | –                                                                                    |
| XXIV   | 1999 | 1. FC Kaiserslautern                                                                 | 3:2                                                                                  | Club Brugge                                                                          | –                                                                                    | –                                                                                    | –                                                                                    |
| XXV    | 2000 | Club Brugge                                                                          | 4:0                                                                                  | PSV Eindhoven                                                                        | –                                                                                    | –                                                                                    | –                                                                                    |
| XXVI   | 2001 | Club Brugge                                                                          | 2:2 (k. 5:3)                                                                         | Rayo Vallecano                                                                       | –                                                                                    | –                                                                                    | –                                                                                    |
| XXVII  | 2002 | RC Lens                                                                              | 1:0                                                                                  | Club Brugge                                                                          | –                                                                                    | –                                                                                    | –                                                                                    |
| XXVIII | 2003 | AS Monaco                                                                            | 3:0                                                                                  | Club Brugge                                                                          | –                                                                                    | –                                                                                    | –                                                                                    |
| XXIX   | 2004 | Club Brugge                                                                          | 3:1                                                                                  | AJ Auxerre                                                                           | –                                                                                    | –                                                                                    | –                                                                                    |
| XXX    | 2005 | FC Porto                                                                             | 2:2 (k. 6:5)                                                                         | Club Brugge                                                                          | –                                                                                    | –                                                                                    | –                                                                                    |
| XXXI   | 2006 | Club Brugge                                                                          | 2:0                                                                                  | Paris Saint-Germain                                                                  | –                                                                                    | –                                                                                    | –                                                                                    |
| XXXII  | 2007 | Club Brugge                                                                          | 2:2 (k. 5:4)                                                                         | Real Valladolid                                                                      | –                                                                                    | –                                                                                    | –                                                                                    |
| XXXIII | 2008 | Club Brugge                                                                          | 4:1                                                                                  | Lille OSC                                                                            | –                                                                                    | –                                                                                    | –                                                                                    |
| XXXIV  | 2009 | Club Brugge                                                                          | 1:0                                                                                  | AZ Alkmaar                                                                           | –                                                                                    | –                                                                                    | –                                                                                    |
|        | 2010 | Rozgrywki nie odbyły się z powodu instalacji ogrzewania pola na Jan Breydel Stadion. | Rozgrywki nie odbyły się z powodu instalacji ogrzewania pola na Jan Breydel Stadion. | Rozgrywki nie odbyły się z powodu instalacji ogrzewania pola na Jan Breydel Stadion. | Rozgrywki nie odbyły się z powodu instalacji ogrzewania pola na Jan Breydel Stadion. | Rozgrywki nie odbyły się z powodu instalacji ogrzewania pola na Jan Breydel Stadion. | Rozgrywki nie odbyły się z powodu instalacji ogrzewania pola na Jan Breydel Stadion. |
| XXXV   | 2011 | Club Brugge                                                                          | 2:1                                                                                  | Bayer 04 Leverkusen                                                                  | –                                                                                    | –                                                                                    | –                                                                                    |
| XXXVI  | 2012 | Club Brugge                                                                          | 3:1                                                                                  | Borussia Dortmund                                                                    | –                                                                                    | –                                                                                    | –                                                                                    |

## Statystyki
| Lp.    | Klub                 | Zdobywca | Finalista | Lata triumfów |
| ------ | -------------------- | -------- | --------- | --- |
| 1.     | Club Brugge          | 19       | 11        | 1979, 1981, 1984, 1990, 1991, 1992, 1993, 1995, 1996, 1998, 2000, 2001, 2004, 2006, 2007, 2008, 2009, 2011, 2012 |
| 2.     | RSC Anderlecht       | 2        | 1         | 1985, 1988 |
| 3.     | AFC Ajax             | 2        | 0         | 1994, 1997 |
| 4-5.   | Hajduk Split         | 1        | 1         | 1976 |
|        | AZ Alkmaar           | 1        | 1         | 1978 |
| 6-16.  | Queens Park Rangers  | 1        | 0         | 1977 |
|        | FK Sarajevo          | 1        | 0         | 1980 |
|        | KSC Lokeren          | 1        | 0         | 1982 |
|        | Pogoń Szczecin       | 1        | 0         | 1983 |
|        | Spartak Moskwa       | 1        | 0         | 1986 |
|        | Steaua Bukareszt     | 1        | 0         | 1987 |
|        | Torpedo Moskwa       | 1        | 0         | 1989 |
|        | 1. FC Kaiserslautern | 1        | 0         | 1999 |
|        | RC Lens              | 1        | 0         | 2002 |
|        | AS Monaco            | 1        | 0         | 2003 |
|        | FC Porto             | 1        | 0         | 2005 |
| 17.    | Borussia Dortmund    | 0        | 3         | |
| 18-20. | PSV Eindhoven        | 0        | 2         | |
|        | Bayer 04 Leverkusen  | 0        | 2         | |
|        | Paris Saint-Germain  | 0        | 2         | |
| 21-33. | Rapid Wiedeń         | 0        | 1         | |
|        | Derby County         | 0        | 1         | |
|        | Ipswich Town         | 0        | 1         | |
|        | Manchester City      | 0        | 1         | |
|        | Lierse SK            | 0        | 1         | |
|        | Újpesti Dózsa        | 0        | 1         | |
|        | Maroko               | 0        | 1         | |
|        | FC Barcelona         | 0        | 1         | |
|        | CR Flamengo          | 0        | 1         | |
|        | Rayo Vallecano       | 0        | 1         | |
|        | AJ Auxerre           | 0        | 1         | |
|        | Real Valladolid      | 0        | 1         | |
|        | Lille OSC            | 0        | 1         | |